# 胡峻德
胡峻德（1543年—1603年），字明卿，號克斋，河南汝寧府光州人，明朝政治人物。

## 生平
嘉靖四十三年（1564年）甲子科河南鄉試第四十二名舉人，隆慶二年（1568年）登戊辰科進士。初授直隶任丘县知县，三年考最，五年九月选授陕西道試監察御史，充東宫侍講，疏聖學十事。上裁抑權貴疏，语侵张居正，隆慶六年（1572年）七月以考察，左遷滁州判官，倅吴門。升山东济阳县知县，以母喪归。除服，补山西襄垣縣知縣，棘闈比士，得第一人。復擢守蒲州，遷南京户部员外郎，尋進南工部营缮司郎中，萬曆十年（1582年）出任松江府知府。後告養歸里，年垂耳顺，依然孺慕。萬曆二十九年卒，年六十一。

## 家族
曾祖父胡本；祖父胡廷瓉；父胡𨭉。母李氏。
子胡演，字子延，中书舍人，博学精诗赋。娶固始余继善工部女。